# Château de Noaillan
Le château de Noaillan fait partie d'un ensemble castral situé sur la commune de Noaillan, dans le département de la Gironde, en France.

## Localisation
Le château se trouve dans l'ouest du village, accolé à l'église Saint-Vincent qui faisait autrefois partie de cet ensemble castral.

## Historique

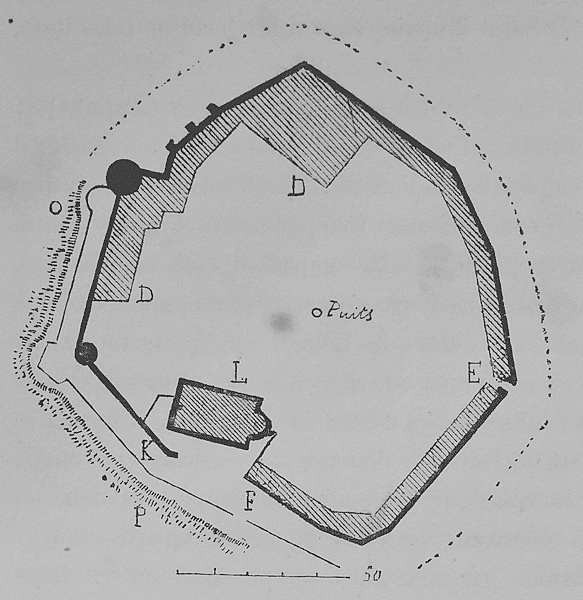
Plan du château par Léo Drouyn (1865)

Le château, initialement construit aux XIIIe et XIVe siècles, est composé d'une enceinte avec tour de cette époque et de divers bâtiments adossés, en intérieur, à cette enceinte ; le corps de logis dit « ancien » datant du XVIe siècle et remanié au XVIIe est aujourd'hui ruiné et un corps de logis « nouveau » lui a été accolé au XVIIIe siècle ; le reste des bâtiments sont à destination agricole.

L'édifice a été inscrit en totalité au titre des monuments historiques par arrêté du 21 décembre 2004.
Le château, propriété privée, ne se visite pas.